# Julia Tuttle

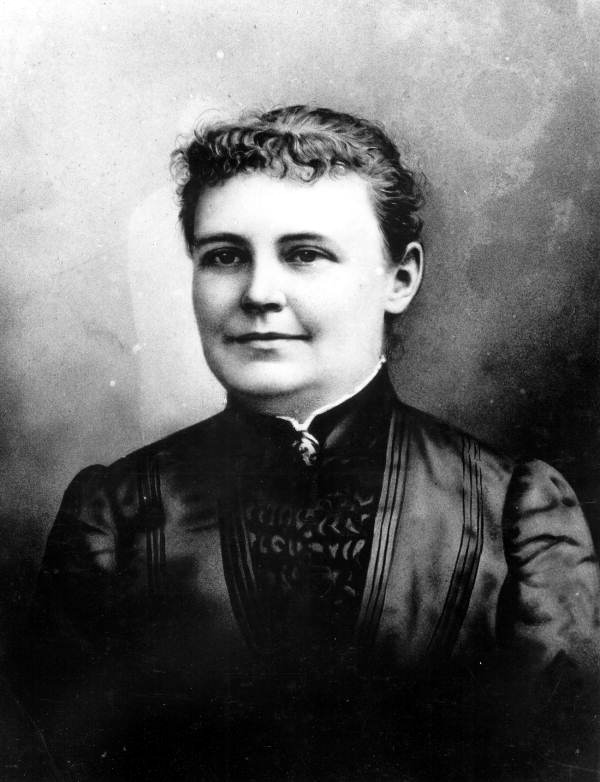
Julia Tuttle

Julia DeForest Tuttle (* 22. Januar 1849 als Julia DeForest Sturtevant; † 14. September 1898) war eine amerikanische Geschäftsfrau, die als „Mutter von Miami“ gilt.
Tuttle kam im Jahr 1875 nach Süd-Florida, um eine Orangen-Plantage ihres Vaters zu besichtigen. Nachdem sie ihre Geschäfte in Ohio aufgegeben hatte, zog sie im Jahr 1891 dauerhaft nach Fort Dallas (das heutige Downtown Miami) und erwarb dort große Landmengen an der Mündung des Miami Rivers. Im Jahr 1896 konnte sie den Eisenbahn-König Henry Flagler durch einige Landschenkungen überzeugen, seine Eisenbahnlinie von St. Augustine nach Miami zu verlängern, die bis dahin in West Palm Beach endete.
Tuttle gilt als die einzige Frau, die entscheidend an der Gründung einer amerikanischen Großstadt beteiligt war. Die Florida State Road 112 trägt in einem Abschnitt an der Biscayne Bay den Namen Julia Tuttle Causeway.